# 科莱韦基奥
科莱韦基奥（義大利語：Collevecchio），是意大利列蒂省的一个市镇。总面积27.21平方公里，人口1651人，人口密度60.7人/平方公里（2009年）。ISTAT代码为057021。